# Посидония
Посидо́ния (лат. Posidonia) — род морских травянистых растений (так называемых «морских трав»), единственный род семейства Посидо́ниевые (Posidoniaceae). Род включает около десяти видов.

## Название
Название рода, посидония, происходит от имени древнегреческого бога — повелителя морей Посейдона. Подобно взморниковым и цимодоцеевым, посидония принадлежит к «морским травам» — немногим цветковым растениям, обитающим в водах морей и океанов. Из видов посидонии один — посидония океанская (Posidonia oceanica) — распространён вдоль побережья Средиземного моря и близлежащих частей Атлантического океана, некоторые другие, в том числе посидония южная (Posidonia australis) — в Индийском и Тихом океанах (южное побережье Австралии, побережье Тасмании).

## Биологическое описание
Посидонии обычно растут большими колониями, образуя вместе с другими «морскими травами» своеобразные подводные луга в морских заливах и бухтах на глубинах до 30 м, а иногда даже до 50 м.
Это полностью погруженные в воду многолетние растения с довольно толстым и прочным моноподиальным ползучим корневищем, от узлов которого отходят придаточные корни и короткие прямостоячие побеги, одетые у своего основания чехлом из волокон — остатков отмерших листьев. По наблюдениям в Южной Франции в колониях посидонии океанской развиваются вегетативные побеги двух типов: в центре колонии прямостоячие, а по её периферии стелющиеся побеги, которые, образуя в узлах придаточные корни, становятся новыми корневищами. Стелющиеся побеги образуются и в местах изреживания колонии. Наличие побегов двух типов способствует быстрому вегетативному размножению посидонии, захвату ею все новых и новых участков дна.
Сближенные на верхушках прямостоячих и стелющихся побегов, двурядно расположенные очередные широколинейные листья посидонии достигают в длину 10—50 см и в ширину 7—10 мм. Их длина определяется глубиной произрастания: чем глубже, тем они длиннее. Листья отчетливо разделены на пластинку с 11—17 параллельными жилками и свободное (не сросшееся краями) влагалище, образующее у основания пластинки очень короткие ушки и поперечный перепончатый вырост — язычок. В пазухах влагалищ имеются очень мелкие внутривлагалищные чешуйки.
Цветки посидонии собраны довольно густыми сложными колосьями, которые расположены на относительно коротких (обычно длиной 10—30 см) цветоножках, выходящих из верхушек укороченных ортотропных побегов или из пазух их листьев. Сложный колос обычно состоит из 2—4 колосков, расположенных в пазухах немного вздутых влагалищ сильно уменьшенных листьев. Колоски, в свою очередь, состоят из 2—3, реже 4 двурядно расположенных цветков, из которых 2 нижних всегда обоеполые, а 1—2 верхних — мужские. Околоцветник состоит из 3 быстро опадающих, иногда отсутствующих чешуек. В обоеполых цветках 3, реже 4 тычинки, представленные сидячими 4-гнёздными пыльниками с сильно разросшимся связником, который у посидонии океанской имеет на верхушке хвостовидный придаток — надсвязник. Гинецей состоит из одного плодолистика с единственным семязачатком. Плодолистик на верхушке суживается и заканчивается немного лопастным диском, по краю которого располагаются довольно длинные рыльцевые сосочки. В мужских цветках 3 тычинки.
Из плодолистика формируется костянковидный плод с мясистым околоплодником, напоминающий недозрелый плод маслины.
Опыление цветков происходит в воде. Подобно многим другим морским травам, посидонии имеют нитевидные пыльцевые зерна, что существенно облегчает возможность контакта их с рыльцами. Самоопылению, по-видимому, препятствует протандрия.
Плоды посидонии довольно долго плавают в воде и лишь после разрушения околоплодника падают на дно и прорастают. Вероятно, они распространяются также эндозоохорно, так как их мясистый околоплодник может служить пищей для рыб и водоплавающих птиц. Однако оба вида посидонии размножаются главным образом вегетативно: с помощью разносимых водой частей корневищ и отдельных побегов, которые способны легко укореняться. Цветущие экземпляры посидонии встречаются очень редко.

## Виды
По информации базы данных The Plant List (на июль 2016) род включает 10 видов:
- Posidonia angustifolia M.L. Cambridge & J.Kuo
- Posidonia australis[англ.] Hook.f.
- Posidonia coriacea[англ.] M.L. Cambridge & J.Kuo
- Posidonia denhartogii J.Kuo & M.L. Cambridge
- Posidonia kirkmanii M.L. Cambridge & J.Kuo
- Posidonia oceanica[англ.] (L.) Delile
- Posidonia ostenfeldii[англ.] Hartog
- Posidonia robertsonae[англ.] J.Kuo & M.L. Cambridge
- Posidonia sinuosa M.L. Cambridge & J.Kuo

## Применение
Листья и побеги посидонии, подобно листьям взморниковых, в большом количестве выбрасываются морем на берег. Их используют в качестве упаковочного материала, а в Северной Африке — для покрытия крыш. В Австралии из листьев посидонии южной получают волокно для изготовления грубых тканей.